# Кнышовский сельский совет
Кнышовский сельский совет (укр. Книшівська сільська рада) — входит в состав
Гадячского района
Полтавской области
Украины.
Административный центр сельского совета находится в 
с. Кнышовка.

## История
- 1919 — дата образования.

## Населённые пункты совета
- с. Кнышовка
- с. Броварки
- с. Дучинцы